# Il ratto di Europa (Vallotton)
Il ratto di Europa (L'Enlèvement d'Europe) è un dipinto a olio su tela del pittore franco-svizzero Félix Vallotton, realizzato nel 1908. L'opera è attualmente conservata al museo di belle arti di Berna.

## Descrizione
Dall'inizio del ventesimo secolo, Félix Vallotton si occupò sempre di più di dipinti a tema mitologico. Questa tela, che venne esposta al Salone d'Autunno del 1908, svoltosi al Grand Palais di Parigi, rappresenta infatti il rapimento di Europa da parte di Zeus, trasformatosi in un toro: il re degli dèi l'avrebbe portata dall'odierno Libano meridionale fino all'isola di Creta, nel continente che da allora porta il suo nome.
Qui Europa è una ragazza nuda, vista di schiena, che si aggrappa alle corna del toro che nuota in mare, coprendogli gli occhi. Una delle sue gambe si regge alla schiena di Zeus, mentre l'altra finisce per inabissarsi in acqua. Sullo sfondo a sinistra si staglia una montagna davanti a un cielo crepuscolare, mentre a destra c'è una nuvola grande. Il passaggio in acqua del dio divenuto un toro è segnato dalla schiuma marina che ricorda delle decorazioni arabesche. Il corpo rosato della donna sembra emergere dalla schiena enorme dell'animale, il cui colore scuro lo mette in risalto.